# Mihovljan (ort)
Mihovljan är en ort i Kroatien.   Den ligger i länet Međimurje, i den nordöstra delen av landet, 80 km nordost om huvudstaden Zagreb. Mihovljan ligger 182 meter över havet och antalet invånare är 1 241.
Terrängen runt Mihovljan är platt. Runt Mihovljan är det ganska tätbefolkat, med 67 invånare per kvadratkilometer. Närmaste större samhälle är Čakovec, 2,9 km söder om Mihovljan. Trakten runt Mihovljan består till största delen av jordbruksmark.